# هیروشی اورا
هیروشی اورا (ژاپنی: 浦 紘史؛ زادهٔ ۱۰ اکتبر ۱۹۹۲) یک بازیکن فوتبال اهل ژاپن است.
از باشگاه‌هایی که در آن بازی کرده‌است می‌توان به باشگاه فوتبال رینوفا یاماگوچی اشاره کرد.